# Clarkia virgata
Clarkia virgata là một loài thực vật có hoa trong họ Anh thảo chiều. Loài này được Greene mô tả khoa học đầu tiên năm 1895.